# كرسي الملك إدوارد

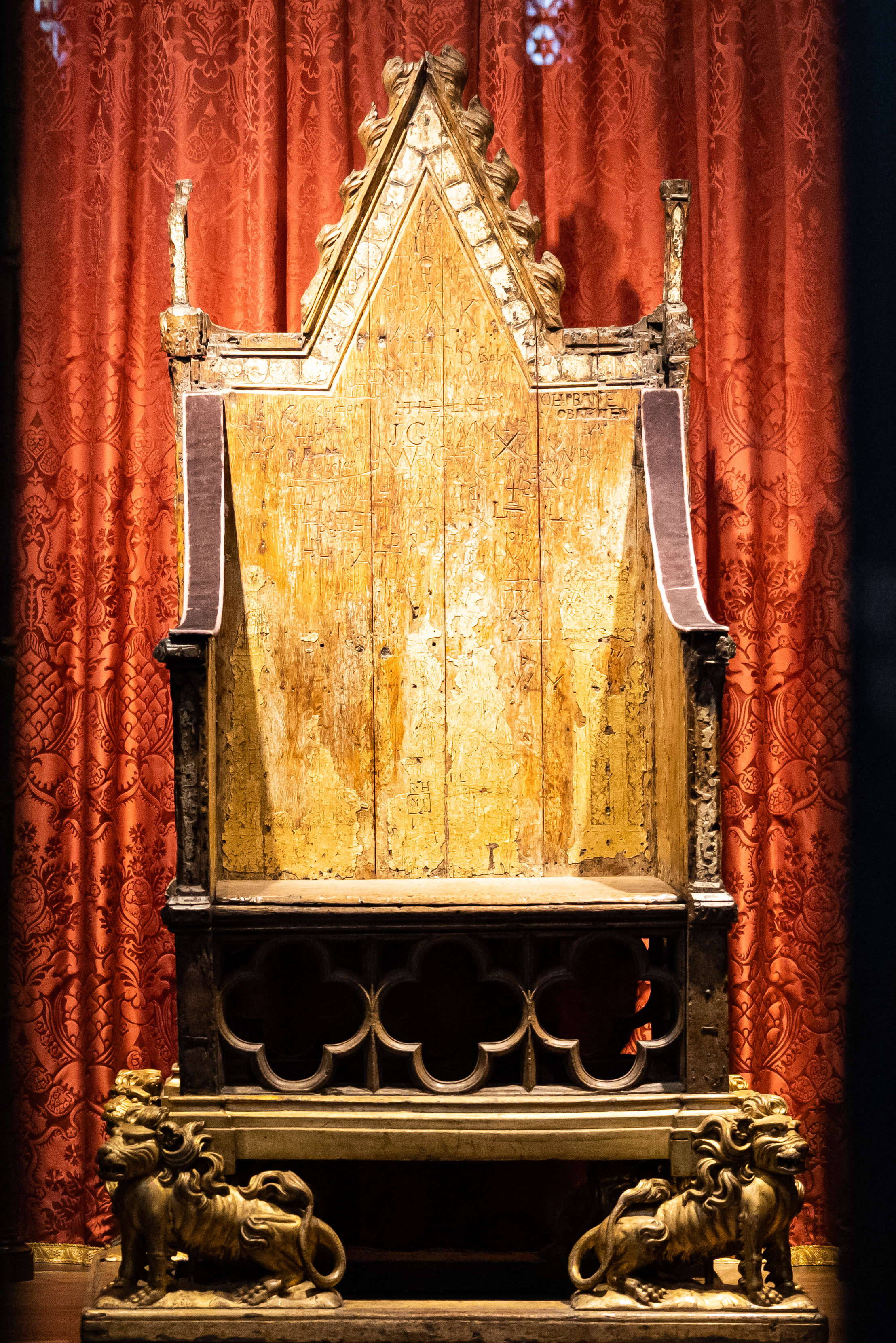
الكرسي في عام 2023 بدون حجر سكاون ، الذي أعيد إلى اسكتلندا في عام 1996

كرسي التتويج، المعروف أيضًا باسم كرسي القديس إدوارد أو كرسي الملك إدوارد، هو كرسي خشبي عتيق  يستخدمه الملوك البريطانيون عندمنحهم الأوسمة الملكية وتتويجهم. بُني الكرسي عام 1296 بتكليف من الملك إدوارد الأول ملك إنجلترا لإيواء حجر سكون، رمز السلطة الملكية في اسكتلندا. ومنذ عام 1308، استُخدم في كل تتويج للملوك الإنجليز والبريطانيين في دير وستمنستر. سُمي الكرسي على اسم إدوارد المعترف، وهو محفوظ حاليًا في كنيسة القديس جورج في دير وستمنستر بلندن.  وقد استخدمه الملك تشارلز الثالث آخر مرة في تتويجه في عام 2023.

## تاريخ
استولى الملك إدوارد الأول ملك إنجلترا على حجر سكون، وهو مقعد التتويج التقليدي لملوك اسكتلندا، من دير سكون في بيرثشاير عام 1296. أحضر إدوارد الحجر إلى إنجلترا وكلف كرسي التتويج بحمله.  نُحت الكرسي ذو الذراعين والظهر العالي والمصمم على الطراز القوطي من خشب البلوط في وقت ما بين صيف عام 1297 ومارس 1300 على يد النجار والتر من دورهام.  في البداية، أمر الملك بأن يكون الكرسي مصنوعًا من البرونز، لكنه غير رأيه وقرر أنه يجب أن يكون مصنوعًا من الخشب.  كان مغطى في الأصل بالذهب والزجاج الملون، وقد فُقد الكثير منه الآن.  الكرسي هو أقدم قطعة أثاث إنجليزية مؤرخة صنعها فنان معروف.  على الرغم من أنه لم يكن من المقصود في الأصل أن يكون كرسي تتويج، فقد بدأ يرتبط بتتويج الملوك الإنجليز في وقت ما في القرن الرابع عشر،  وكان أول تتويج استخدم فيه بالتأكيد هو تتويج هنري الرابع في عام 1399.  اعتاد الملوك الجلوس على حجر سكون نفسه حتى تمت إضافة منصة خشبية إلى الكرسي في القرن السابع عشر. 
عندما أصبح ويليام الثالث وماري الثانية ملكين شريكين عام 16889، احتاجا إلى كرسيي تتويج للحفل. استخدم ويليام الثالث الكرسي الأصلي الذي يعود للقرن الثالث عشر، بينما صُنع كرسي ثانٍ لماري، ولا يزال موجودًا في مقتنيات الدير. 
أُضيفت أسود مذهبة في القرن السادس عشر لتشكل أرجل الكرسي؛ ثم استبدلت جميعها في عام 1727. وأُعطي أحد الأسود الأربعة رأسًا جديدًا لتتويج جورج الرابع في عام 1821. وكان الكرسي نفسه مذهبًا في الأصل ومُطليًا ومُطعّمًا بفسيفساء زجاجية، وتظهر آثارها عند فحص الكرسي، وخاصة على الظهر حيث لا تزال هناك خطوط عريضة لأوراق الشجر والطيور والحيوانات.  كما رُسمت على الظهر صورة مفقودة لملك، ربما إدوارد المعترف أو إدوارد الأول، وقدميه مستندتين على أسد.  واليوم، يبدو مظهره من الخشب القديم والهش.

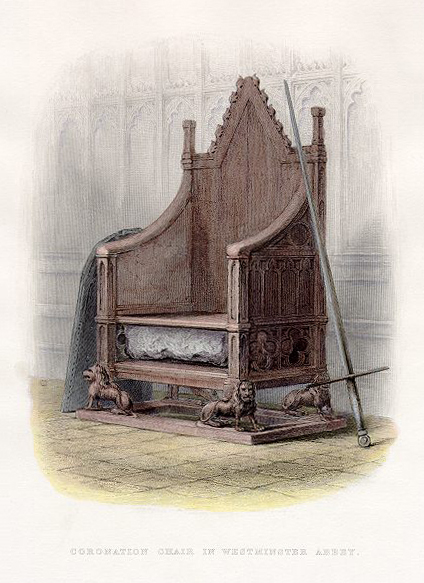
حجر سكون في كرسي التتويج في دير وستمنستر، 1859

في القرن الثامن عشر، كان بإمكان السياح الجلوس على الكرسي مقابل مبلغ صغير لأحد الحراس.  نقش السياح وأطفال الجوقة وفتيان مدرسة وستمنستر الأحرف الأولى من أسمائهم وكتابات أخرى على الكرسي، وتضررت أعمدة الزاوية بشدة من قبل صائدي الهدايا التذكارية.  غالبًا ما كانت تُدق المسامير في الخشب لتثبيت القماش للتتويج،  واستعدادًا لليوبيل الذهبي للملكة فيكتوريا، غطّي الكرسي بطبقة من الطلاء البني.  وصف السير جيلبرت سكوت، المهندس المعماري القوطي القديم، الكرسي بأنه "قطعة ديكور رائعة، ولكنها مشوهة للأسف". 
في الساعة 5:40 في الساعة 12:00 مساءً من يوم 11 يونيو 1914، تعرض الكرسي لهجوم بقنبلة يُعتقد أن حركة المطالبة بحق المرأة في التصويت دبرته. انكسر ركن من الكرسي جراء الانفجار. ورغم أن الانفجار كان قويًا بما يكفي لهز جدران الدير، وكان صاخبًا بما يكفي لسماعه من داخل مباني البرلمان، إلا أنه لم يُصب أي من الأشخاص السبعين الموجودين في الدير آنذاك، ورُمم كرسي التتويج بأمانة. 
على مدار ثمانية قرون من تاريخه، لم يُنقل الكرسي من دير وستمنستر إلا مرتين. كانت المرة الأولى للاحتفال في قاعة وستمنستر عند تنصيب أوليفر كرومويل حاكمًا لكومنولث إنجلترا. كانت المرة الثانية أثناء الحرب العالمية الثانية عندما نُقل خارج لندن بسبب القلق بشأن خطر تعرضه للتلف أو التدمير بسبب الغارات الجوية الألمانية. في 24 أغسطس 1939، نقل حجر سكون بعيدًا عن الطريق وتم تحميل الكرسي على شاحنة، وبصحبة اثنين من المحققين للسائق، نقل إلى كاتدرائية غلوستر حيث وقع عميد الكاتدرائية على إيصاله.  في اليوم التالي، وصل خمسة نجارين لدعم سقف تجويف مقبب في سرداب الكاتدرائية بدعامات خشبية. بمجرد الانتهاء من عملهم، نقل الكرسي إلى التجويف. ولأنه وفّر أيضًا أفضل موقع محمي، وُضع تمثال روبرت كيرثوس المصنوع من خشب البلوط من القرن الثالث عشر على الكرسي.  ثم استُخدمت أكياس الرمل لإغلاق التجويف. وظل الكرسي هناك طوال فترة الحرب.  في هذه الأثناء، نُقل الكرسي المستخدم في تتويج ماري الثانية من دير وستمنستر إلى كاتدرائية وينشستر لحفظه. 
في يوم عيد الميلاد عام 1950، اقتحم القوميون الاسكتلنديون دير وستمنستر وسرقوا حجر سكون، مما أدى إلى إتلاف الحجر.  وتم استعادته في الوقت المناسب لتتويج الملكة إليزابيث الثانية في عام 1953.
في عام 1996، أُعيد الحجر إلى اسكتلندا، ومنذ ذلك الحين ظل محفوظًا في قلعة إدنبرة بشرط إعادته إلى إنجلترا لاستخدامه في مراسم التتويج (كما حدث في تتويج الملك تشارلز الثالث في عام 2023).  (في عام 2024، نُقل الحجر إلى متحف بيرث). في عام 1997، وهو العام الذي تلا إزالة الحجر، أُزيل الكرسي من مكانه التقليدي في كنيسة القديس إدوارد المعترف ووُضع بجوار قبر الملك هنري الخامس. في عام 2010، نُقل الكرسي إلى الجزء الخلفي من صحن الكنيسة للتنظيف، حيث ظل هناك منذ ذلك الحين (عندما لا يكون قيد الاستخدام). 
كرسي التتويج محمي الآن بشكل كبير، ويترك مكانه الآمن - خلف الزجاج  على قاعدة في كنيسة القديس جورج في الصحن - فقط عندما يتم حمله إلى مسرح التتويج بالقرب من المذبح الرئيسي للدير. بين عامي 2010 و 2012، تم تنظيف الكرسي وترميمه من قبل فريق من الخبراء على مرأى ومسمع من الجمهور في الدير.  في أوائل عام 2023، تم تنفيذ برنامج آخر للترميم والحفظ استعدادًا لتتويج تشارلز الثالث وكاميلا؛   في 6 مايو 2023، بعد إعادة توحيد الحجر مع الكرسي لهذه المناسبة، جلس الملك عليه لمسحه وتنصيبه وتتويجه.

## الكراسي الأخرى المستخدمة في التتويج

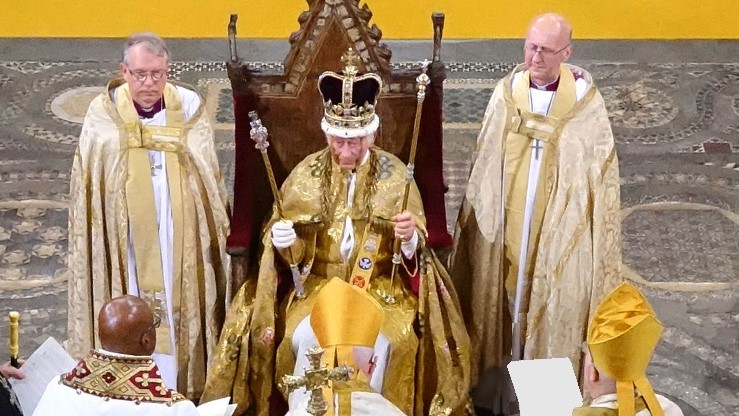
الكرسي في تتويج تشارلز الثالث وكاميلا في عام 2023

يستخدم الملك (وزوجته) كراسي أخرى لأجزاء مختلفة من حفل التتويج. توضع كراسي القصر للملك وزوجته على الجانب الجنوبي من الحرم: تُستخدم خلال الجزء الأول من المراسم، قبل مسح الملك وتتويجه بتاج القديس إدوارد. لاحقًا، من أجل التتويج (والتكريم الذي يليه)، لا يجلس الملك على كرسي التتويج، بل على عرش منفصل على منصة موضوعة في منتصف المعبر. في المناسبات التي تُتوّج فيها زوجة الملك - الملكة الزوجة - يتم توفير عرش مماثل لها حتى تتمكن من الجلوس بجوار الملك ولكن على مستوى أدنى. 
على عكس كرسي التتويج، عادةً ما تُجدد هذه الكراسي والعروش الأخرى مع كل تتويج. أما في تتويج الملك تشارلز الثالث والملكة كاميلا، فقد جُددت الكراسي القديمة:
- صُنعت كراسي العرش في الأصل في عام 1953 بمناسبة تتويج إليزابيث الثانية (ومنذ ذلك الوقت ظلت هذه الكراسي واقفة على المنصة في قاعة العرش في قصر باكنغهام).
- صُنعت العروش في الأصل لتتويج الملك جورج السادس والملكة إليزابيث في عام 1937.

رممت جميع الكراسي الأربعة وتزويدها بتطريز شعارات النبالة الجديد، حسب الاقتضاء، قبل التتويج في مايو 2023. 
بعد ذلك، أُعيدت كراسي العرش إلى منصة قاعة العرش بقصر باكنغهام. تحتوي هذه القاعة أيضًا على كراسي أخرى من مراسم تتويج سابقة، منها: 
- تتويج الملكة فيكتوريا على العرش عام 1837
- العروش المستخدمة في تتويج جورج الخامس وماري (1911)
- كراسي التركة من تتويج جورج السادس وإليزابيث (1937)

يُحفظ عرش عام 1953 من تتويج إليزابيث الثانية في غرفة عرش الرباط في قلعة وندسور؛ بينما يُحفظ عروش عام 1902 من تتويج الملك إدوارد السابع والملكة ألكسندرا على المنصة في قاعة الرقص في قصر باكنغهام.  وقد استخدم زوج من كراسي التركة (المصنوعة لتتويج عام 1902)، والتي تُحفظ عادةً في غرفة الموسيقى في قصر باكنغهام، في السنوات الأخيرة عندما يخاطب الملك كلا مجلسي البرلمان في قاعة وستمنستر.

## ملحوظات
1. ↑  من الناحية الفنية، كرسي التتويج ليس عرشًا (مقعدًا للدولة يشغله الملك في المناسبات الرسمية).[1]